# August Mogler
August Mogler (* 20. April 1845 in Böckingen; † 15. Januar 1910 ebenda) war Architekt und Bauunternehmer sowie von 1881 bis 1908 Kommandant der Freiwilligen Feuerwehr in seinem Heimatort Böckingen. Er hat mehrere heute denkmalgeschützte Gebäude in Böckingen errichtet, war Mitglied des Gemeinderats und wurde 1908 in Anerkennung seiner Verdienste um das Löschwesen zum Ehrenbürger Böckingens ernannt. Die August-Mogler-Straße in Böckingen trägt seit 1966 seinen Namen. Seine Grabanlage auf dem Böckinger Friedhof ist erhalten.
Von 1883 bis 1907 war er Vorsitzender des Männerchors Geselligkeit Böckingen 1844 e. V.
Sein Sohn und sein Enkel Karl Mogler (1896–1990) waren ebenfalls Architekten.

August Mogler vorne in der Bildmitte beim Richtfest für die Weststraßenschule

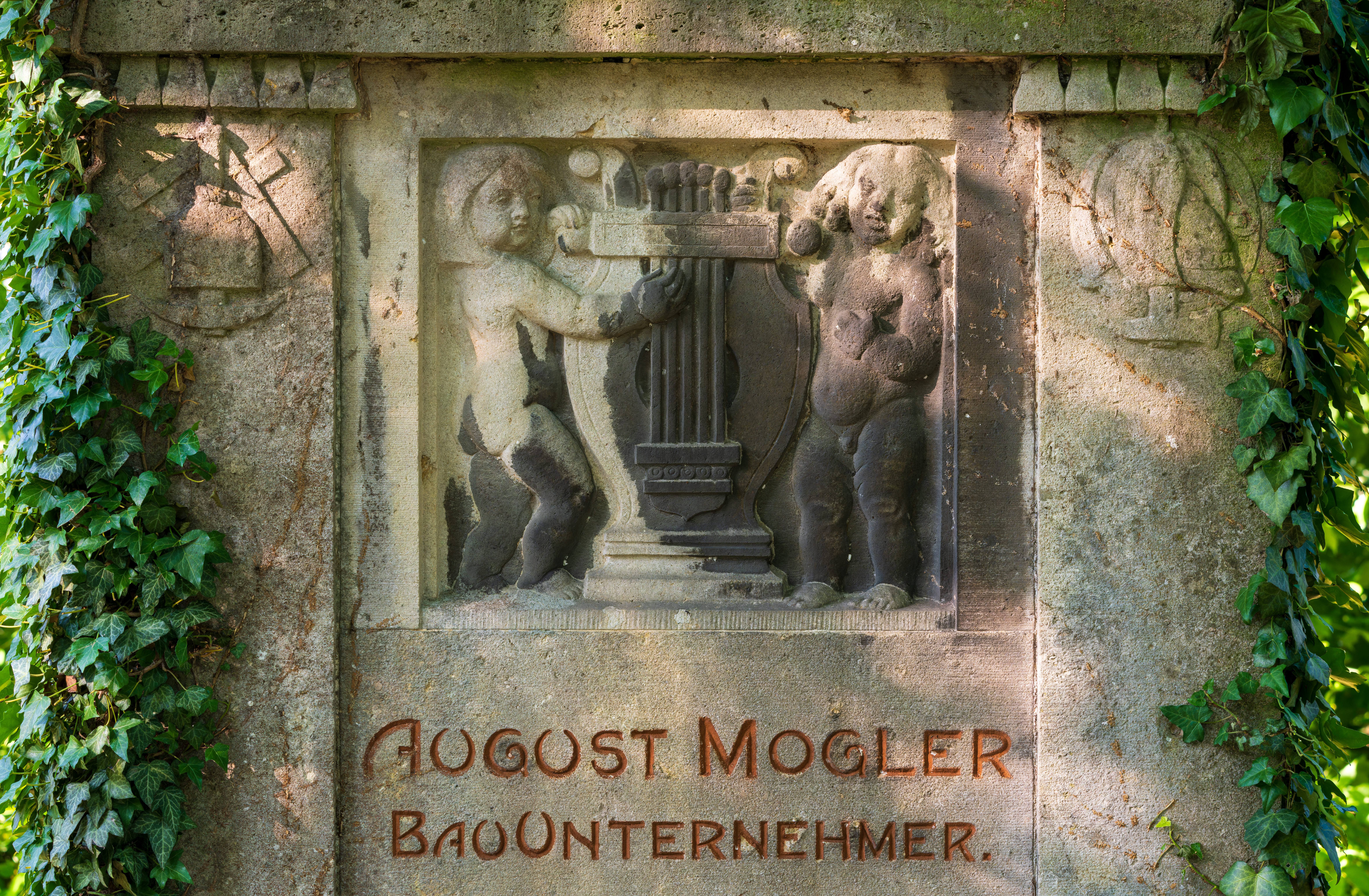
Detail von Moglers Grab auf dem Böckinger Friedhof

Zu den von Mogler geplanten Gebäuden in Böckingen zählen:
- Gasthaus Lamm (1897)
- Gasthaus zur Friedrichsruhe (1899)
- Weststraßenschule (1899/1900)
- Doppelhaus Klingenberger Straße 153 und 155 (1902)
- Haus Querstraße 9 (1903)